# Vilija Blinkevičiūtė
Vilija Blinkevičiūtė (Linkuva, 3 de marzo de 1960) es una abogada y política lituana, que ejerce como líder del Partido Socialdemócrata de Lituania desde 2021 y diputada al Parlamento Europeo desde 2009.
Fue ministra de Seguridad Social y Trabajo de 2000 a 2008 y miembro del Seimas en dos ocasiones, la primera de 2004 a 2008 y la segunda, de 2008 a 2009.

## Temprana edad y educación
Blinkevičiūtė nació en Linkuva, Lituania. Después de graduarse con honores de la Escuela Secundaria Linkuva, ingresó a la Facultad de Derecho de la Universidad Estatal de Vilna, donde se graduó en 1983, habiendo obtenido el título de Maestría en Derecho.

## Carrera política
Desde 1983, Blinkevičiūtė trabajó como funcionaria en el Ministerio de Seguridad Social y Trabajo hasta que se involucró en política y se convirtió en Viceministra de Seguridad Social y Trabajo en 1996.
En 2000, Blinkevičiūtė fue nombrada Ministra de Seguridad Social y Trabajo, primero en el gobierno del primer ministro Rolandas Paksas. Permaneció en el cargo hasta 2008.

### Eurodiputada
En 2009 y 2014, Blinkevičiūtė fue elegida para el Parlamento Europeo, como representante del Partido Socialdemócrata de Lituania. En el Parlamento Europeo, pertenece al Grupo de la Alianza Progresista de Socialistas y Demócratas.
Tras las elecciones de 2014, Blinkevičiūtė se convirtió en vicepresidenta de la Comisión de Derechos de la Mujer e Igualdad de Género (FEMM); fue elegida presidenta del comité en enero de 2017.
Además, Blinkevičiūtė es miembro de pleno derecho de la Comisión de Empleo y Asuntos Sociales (EMPL) y de la Delegación en la Asamblea Parlamentaria Euronest, y miembro suplente de la Comisión de Libertades Civiles, Justicia y Asuntos de Interior. También pertenece al Intergrupo sobre Discapacidad y al Intergrupo por los Derechos del Niño y al Intergrupo sobre Pobreza Extrema y Derechos Humanos.